# Nupserha variabilis
Nupserha variabilis là một loài bọ cánh cứng trong họ Cerambycidae.